# Theodore Charles Hilgard
Theodore Charles Hilgard (28 febbraio 1828 – 5 marzo 1873) è stato un medico, micologo e botanico tedesco naturalizzato statunitense.

## Pubblicazioni
- 1872. The Fresh-water Algae as the Spawns of Mosses. Ed. Joseph Lovering, 	33 pp.

- 1871. Infusorial Circuit of Generations, vols. 1-2, 185 pp.

- 1854. Plantæ Heermannianæ: Descriptions of New Plants, Collected in South California by A.L. Heermann : with Remarks on Other Plants Heretofore Described and Belonging to the Same Collection. Con Elias Durand, Adolphus L. Heermann, 10 pp